# Carlos Enrique
Pour les articles homonymes, voir Enrique.
Carlos Enrique, né le 12 décembre 1963 à Adrogué (Argentine), est un  footballeur argentin, qui évoluait au poste d'arrière gauche au CA Independiente, à River Plate, à Lanús, au Gimnasia y Tiro, à l'Alianza Lima, à Douglas Haig, au CA Banfield et à All Boys ainsi qu'en équipe d'Argentine.
Enrique ne marque aucun but lors de ses neuf sélections avec l'équipe d'Argentine entre 1991 et 1992. Il participe à la Copa América en 1991 avec l'équipe d'Argentine.

## Carrière
- 1982-1988 :  CA Independiente
- 1988-1992 :  River Plate
- 1992-1993 :  CA Lanús
- 1993-1994 :  Gimnasia y Tiro
- 1994-1995 :  Alianza Lima
- 1995-1998 :  Douglas Haig
- 1998-1999 :  CA Banfield
- 1999-2000 :  All Boys [1]

## Palmarès

### En équipe nationale
- 9 sélections et 0 but avec l'équipe d'Argentine entre 1991 et 1992
- Vainqueur de la Copa América en 1991

#### Avec Independiente
- Vainqueur de la Copa Libertadores en 1984
- Vainqueur de la Coupe intercontinentale en 1984
- Vainqueur du Championnat d'Argentine en 1983

#### Avec River Plate
- Vainqueur du Championnat d'Argentine en 1990 et 1992